# Çarxaçu
Çarxaçu è un comune dell'Azerbaigian situato nel distretto di Quba. Conta una popolazione di 220 abitanti.